# Список призёров летних Олимпийских игр 1904
Ниже представлен список всех призёров летних Олимпийских игр 1904 года, проходивших в Сент-Луисе с 1 июля по 23 ноября 1904 года. В соревнованиях принял участие 651 спортсмен (645 мужчин и 6 женщин) представляющие 12 НОК. Было разыграно 94 комплектов медалей в 17 видах спорта. Игры 1904 года стили первыми, где вручалось золото, серебро и бронза за первое, второе и третье место. Соревнования в бокс, вольной борьбе, лакроссе, прыжках в воду и роке впервые вошли в программу Олимпийских игр. Также в рамках игр, прошли демонстрационные соревнования по баскетболу и водному поло. Томас Хикс стал чемпионом игр в марафоне, после того, как его соотечественник Фред Лорц был дисквалифицирован, так как проехал большую часть дистанции на автомобиле.
Американский легкоатлет Арчи Хан выиграл забеги на 60, 100 и 200 метров. Установив новый рекорд Олимпийских игр на дистанции 200 метров — 21,6 с, который продержался 28 лет. Ещё одним примечательным спортсменом стал Джордж Эйсер, завоевавший шесть медалей, три из них золотые. Примечателен спортсмен тем, что его правая нога была из дерева.

## Академическая гребля
| Дисциплина    | Золото | Серебро | Бронза                                                        |
| Одиночки      | Фрэнк Грир (USA) | Джеймс Джувенал (USA) | Констанс Титус (USA)                                          |
| Двойки        | США · Джозеф Райан · Роберт Фернем | США · Уильям Варли · Джон Малкехи | США · Джозеф Бюргер · Джон Йохим                              |
| Двойки парные | США · Уильям Варли · Джон Малкехи | США · Джеймс Маклафлин · Джон Хобен | США · Джозеф Раванак · Джон Уэллс                             |
| Четвёрки      | США · Джордж Дитц · Альберт Несс · Артур Штокхофф · Август Эркер                                                                                      | США · Майкл Бигли · Фредерик Сюриг · Мартин Фроменек · Чарльз Эмен                                                                                         | США · Густав Ворг · Фрэнк Даммерт · Джон Фрайтаг · Луис Хельм |
| Восьмёрки     | США (1896) · Чарльз Армстронг · Майкл Глисон · Джозеф Демпси · Фредерик Крессер · Гарри Лотт · Джеймс Флэнаган · Фрэнк Шелл · Джон Эксли · Луис Абель | Канада · Артур Бейли · Филипп Бойд · Дональд Маккензи · Уильям Райс · Джозеф Райт · Джордж Райффенштайн · Джордж Стрейндж · Уильям Уодсворт · Томас Лаудон |                                                               |

## Бокс
| Дисциплина    | Золото                | Серебро                           | Бронза                                   |
| До 47,6 кг    | Джордж Финнеган (USA) | Майлс Берк (USA)                  |                                          |
| До 56,7 кг    | Оливер Кирк (USA)     | Фрэнк Хеллер (USA)                | Фредерик Гилмор (USA)                    |
| До 61,2 кг    | Гарри Спэнджер (USA)  | Джек Иген (Рассел ван Хорн) (USA) | Рассел ван Хорн (Питер Стархольдт) (USA) |
| До 65,8 кг    | Альберт Янг (USA)     | Гарри Спэнджер (USA)              | Джек Иген (USA) Джозеф Лайдон (USA)      |
| До 71,7 кг    | Чарльз Майер (USA)    | Бенджамин Спредли (USA)           |                                          |
| Свыше 71,7 кг | Сэмюель Бергер (USA)  | Чарльз Майер (USA)                | Уильям Майклс (USA)                      |

## Борьба
| Дисциплина    | Золото                  | Серебро              | Бронза                  |
| До 47,6 кг    | Роберт Карри (USA)      | Джон Хейн (USA)      | Густав Тифентелер (USA) |
| До 52,2 кг    | Джордж Менерт (USA)     | Густав Бауэр (USA)   | Уильям Нельсон (USA)    |
| До 56,7 кг    | Исидор Нифло (USA)      | Огюст Уэстер (USA)   | Луи Стриблер (USA)      |
| До 61,2 кг    | Бенджамин Бредшоу (USA) | Теодор Мак-Лир (USA) | Чарльз Клеппер (USA)    |
| До 65,8 кг    | Отто Рём (USA)          | Рудольф Тесинг (USA) | Альберт Зёркль (USA)    |
| До 71,7 кг    | Чарльз Эриксен (USA)    | Уильям Бекмен (USA)  | Джерри Уинхольц (USA)   |
| Свыше 71,7 кг | Бернхафф Хенсен (USA)   | Фрэнк Канглер (USA)  | Фред Уормбольдт (USA)   |

## Велоспорт
| Дисциплина | Золото               | Серебро                | Бронза                 |
| 0,25 мили  | Маркус Харли (USA)   | Бартон Даунинг (USA)   | Тедди Биллингтон (USA) |
| 0,33 мили  | Маркус Харли (USA)   | Бартон Даунинг (USA)   | Тедди Биллингтон (USA) |
| 0,5 мили   | Маркус Харли (USA)   | Тедди Биллингтон (USA) | Бартон Даунинг (USA)   |
| 1 миля     | Маркус Харли (USA)   | Бартон Даунинг (USA)   | Тедди Биллингтон (USA) |
| 2 мили     | Бартон Даунинг (USA) | Оскар Гёрке (USA)      | Маркус Харли (USA)     |
| 5 миль     | Чарльз Шли (USA)     | Джордж Уайли (USA)     | Артур Эндрюс (USA)     |
| 25 миль    | Бартон Даунинг (USA) | Артур Эндрюс (USA)     | Джордж Уайли (USA)     |

## Гольф
| Дисциплина       | Золото | Серебро | Бронза |
| Одиночный разряд | Джордж Лайон (CAN) | Чендлер Игэн (USA) | Барт Маккини (USA) |
| Одиночный разряд | Джордж Лайон (CAN) | Чендлер Игэн (USA) | Фрэнсис Ньютон (USA) |
| Командный разряд | США · Чендлер Игэн · Дэниел Сойер · Роберт Хантер · Кеннет Эдвардс · Клемент Смут · Уоррен Вуд · Мейсон Фелпс · Уолтер Игэн · Эдвард Камминс · Натаниэль Мур | США · Фрэнсис Ньютон · Генри Поттер · Ральф Маккиттрик · Альберт Ламберт · Фредерик Семпл · Стюарт Стикни · Барт Маккини · Уильям Стикни · Джон Максвелл · Джон Кэди | США · Дуглас Кадваладер · Аллен Лард · Джесси Карлтон · Симеон Прайс · Гарольд Вебер · Джон Рам · Орус Джонс · Артур Хасси · Гарольд Фрейзер · Джордж Оливер |

## Лякросс
| Дисциплина | Золото | Серебро | Бронза |
| Мужчины    | Канада Уильям Бёрнс · Эль Бланшар · Уильям Бренно · Джордж Бретц · Бенджамин Джемисон · Жорж Клутье · Сэнди Коуэн · Джордж Каттанах · Хиллиард Лайл · Стюарт Лейдлоу · Лоуренс Пентленд · Джек Флетт | США А. Х. Венн · Вудс · Гибсон · Дж. У. Даулинг · Патрик Гроган · Мёрфи · Джордж Пассмур · Уильям Пассмур · Партридж · Росс · Джек Салливан · Роберт Хантер | Канада Флэт Айрон · Олмайти Войс · Ред Джекет · Блэк Игл · Снейк Итер · Лайтфут · Халф Мун · Мэн Эфрейд Соуп · Споттид Тейл · Рейн ин Фейс · Блэк Хоук · Найт Хоук |

## Лёгкая атлетика
| Дисциплина                  | Золото                                                                               | Серебро                                                                                    | Бронза                    |
| 60 метров                   | Арчи Хан (USA)                                                                       | Уильям Хогенсон (USA)                                                                      | Фэй Маултон (USA)         |
| 100 метров                  | Арчи Хан (USA)                                                                       | Натаниэль Картмелл (USA)                                                                   | Уильям Хогенсон (USA)     |
| 200 метров                  | Арчи Хан (USA)                                                                       | Натаниэль Картмелл (USA)                                                                   | Уильям Хогенсон (USA)     |
| 400 метров                  | Гарри Хиллман (USA)                                                                  | Фрэнк Уоллер (USA)                                                                         | Герман Громэн (USA)       |
| 800 метров                  | Джим Лайтбоди (USA)                                                                  | Говард Валентайн (USA)                                                                     | Эмиль Брайткройц (USA)    |
| 1500 метров                 | Джим Лайтбоди (USA)                                                                  | Уильям Вернер (USA)                                                                        | Лейси Хирн (USA)          |
| 110 метров с барьерами      | Фред Шуле (USA)                                                                      | Таддеус Шидлер (USA)                                                                       | Лесли Эшбернер (USA)      |
| 200 метров с барьерами      | Гарри Хиллман (USA)                                                                  | Фрэнк Каслмен (USA)                                                                        | Джордж Подж (USA)         |
| 400 метров с барьерами      | Гарри Хиллман (USA)                                                                  | Фрэнк Уоллер (USA)                                                                         | Джордж Подж (USA)         |
| 2590 метров с препятствиями | Джим Лайтбоди (USA)                                                                  | Джон Дейли (GBR)                                                                           | Артур Ньютон (USA)        |
| 4 мили среди команд         | США · Джордж Андервуд · Говард Валентайн · Дэвид Мансон · Артур Ньютон · Пол Пилгрим | Смешанная команда · Уильям Вернер · Альберт Кори · Джим Лайтбоди · Сидни Хатч · Лейси Хирн |                           |
| Марафон                     | Томас Хикс (USA)                                                                     | Альберт Кори (USA)                                                                         | Артур Ньютон (USA)        |
| Прыжки в длину              | Майер Принштайн (USA)                                                                | Дэниел Фрэнк (USA)                                                                         | Роберт Стэнгленд (USA)    |
| Тройной прыжок              | Майер Принштайн (USA)                                                                | Фредерик Энглхардт (USA)                                                                   | Роберт Стэнгленд (USA)    |
| Прыжки в высоту             | Сэмюэл Джонс (USA)                                                                   | Гарретт Сервисс (USA)                                                                      | Пауль Вайнштайн (GER)     |
| Прыжки с шестом             | Чарльз Дворак (USA)                                                                  | Лерой Сэмс (USA)                                                                           | Луис Уилкинс (USA)        |
| Прыжки в длину с места      | Рей Юри (USA)                                                                        | Чарльз Кинг (USA)                                                                          | Джон Биллер (USA)         |
| Тройной прыжок с места      | Рей Юри (USA)                                                                        | Чарльз Кинг (USA)                                                                          | Джозеф Стадлер (USA)      |
| Прыжки в высоту с места     | Рей Юри (USA)                                                                        | Джозеф Стадлер (USA)                                                                       | Лоусон Робертсон (USA)    |
| Толкание ядра               | Ральф Роуз (USA)                                                                     | Уэсли Коу (USA)                                                                            | Лоуренс Фойербах (USA)    |
| Метание диска               | Мартин Шеридан (USA)                                                                 | Ральф Роуз (USA)                                                                           | Николаос Георгантас (GRE) |
| Метание молота              | Джон Флэнаган (USA)                                                                  | Джон Деуитт (USA)                                                                          | Ральф Роуз (USA)          |
| Метание веса в 56 фунтов    | Этьен Демарто (CAN)                                                                  | Джон Флэнаган (USA)                                                                        | Джеймс Митчелл (USA)      |
| Троеборье                   | Макс Эммерих (USA)                                                                   | Джон Грайеб (USA)                                                                          | Уильям Мерц (USA)         |
| Десятиборье                 | Том Кили (GBR)                                                                       | Адам Ганн (USA)                                                                            | Тракстан Хейр (USA)       |

## Перетягивание каната
| Дисциплина | Золото                                                                                 | Серебро                                                                                 | Бронза                                                                             |
| Мужчины    | США · Сидни Джонсон · Конрад Магнуссон · Оскар Олсон · Генри Сейлинг · Патрик Флэнаган | США · Оррин Апшоу · Макс Брон (Браун) · Август Роденберг · Чарльз Роуз · Уильям Сейлинг | США · Гарри Джекобс · Фрэнк Канглер · Чарльз Тиас · Оскар Фриде · Чарльз Хеберкорн |

## Плавание
| Дисциплина                         | Золото                                                        | Серебро                                                      | Бронза                                                              |
| 50 ярдов вольным стилем            | Золтан Халмаи (HUN)                                           | Скотт Лири (USA)                                             | Чарльз Дэниелс (USA)                                                |
| 100 ярдов вольным стилем           | Золтан Халмаи (HUN)                                           | Чарльз Дэниелс (USA)                                         | Скотт Лири (USA)                                                    |
| 220 ярдов вольным стилем           | Чарльз Дэниелс (USA)                                          | Фрэнсис Гэйли (USA)                                          | Эмиль Рауш (GER)                                                    |
| 440 ярдов вольным стилем           | Чарльз Дэниелс (USA)                                          | Фрэнсис Гэйли (USA)                                          | Отто Вале (AUT)                                                     |
| 880 ярдов вольным стилем           | Эмиль Рауш (GER)                                              | Фрэнсис Гэйли (USA)                                          | Геза Кишш (HUN)                                                     |
| 1 миля вольным стилем              | Эмиль Рауш (GER)                                              | Геза Кишш (HUN)                                              | Фрэнсис Гэйли (USA)                                                 |
| 100 ярдов на спине                 | Вальтер Брак (GER)                                            | Георг Гоффман (GER)                                          | Георг Цахариас (GER)                                                |
| 440 ярдов брассом                  | Георг Цахариас (GER)                                          | Вальтер Брак (GER)                                           | Генри Хэнди (USA)                                                   |
| Эстафета 4×50 ярдов вольным стилем | США · Лео Гудвин · Чарльз Дэниелс · Джозеф Радди · Луи Хендли | США · Хуго Гёц · Уильям Таттл · Реймонд Торн · Дэвид Хеммонд | США · Уильям Ортвейн · Эмеди Рейбёрн · Марквард Шварц · Гуинн Эванс |

## Прыжки в воду
| Дисциплина          | Золото              | Серебро             | Бронза                     |
| Вышка               | Джордж Шелдон (USA) | Георг Гоффман (GER) | Альфред Брауншвайгер (GER) |
| Вышка               | Джордж Шелдон (USA) | Георг Гоффман (GER) | Фрэнк Кехоу (USA)          |
| Прыжки на дальность | Уильям Дики (USA)   | Эдгар Адамс (USA)   | Лео Гудвин (USA)           |

## Роке
| Дисциплина | Золото               | Серебро            | Бронза             |
| Мужчины    | Чарльз Джекобс (USA) | Смит Стритер (USA) | Чарльз Браун (USA) |

## Спортивная гимнастика
| Дисциплина               | Золото                                                                                      | Серебро                                                                                         | Бронза                                                                                         |
| Личное многоборье        | Юлиус Ленхарт (USA)                                                                         | Вильгельм Вебер (GER)                                                                           | Адольф Шпинлер (SUI)                                                                           |
| Первенство на 7 снарядах | Антон Хейда (USA)                                                                           | Джордж Эйсер (USA)                                                                              | Уильям Мерц (USA)                                                                              |
| Первенство на 9 снарядах | Адольф Шпинлер (SUI)                                                                        | Юлиус Ленхарт (USA)                                                                             | Вильгельм Вебер (GER)                                                                          |
| Командное многоборье     | США · Джон Грайеб · Филипп Кассел · Юлиус Ленхарт · Эрнст Рекевег · Антон Хейда · Макс Хесс | США · Эмиль Байер · Джон Биссингер · Макс Вольф · Артур Розенкампфф · Юлиан Шмиц · Отто Штеффен | США · Джон Дьюха · Чарльз Краус · Джордж Мейер · Роберт Мейсек · Эдвард Сиглер · Филипп Шустер |
| Параллельные брусья      | Джордж Эйсер (USA)                                                                          | Антон Хейда (USA)                                                                               | Джон Дьюха (USA)                                                                               |
| Перекладина              | Антон Хейда (USA)                                                                           |                                                                                                 | Джордж Эйсер (USA)                                                                             |
| Перекладина              | Эдвард Хенниг (USA)                                                                         |                                                                                                 | Джордж Эйсер (USA)                                                                             |
| Опорный прыжок           | Антон Хейда (USA)                                                                           |                                                                                                 | Уильям Мерц (USA)                                                                              |
| Опорный прыжок           | Джордж Эйсер (USA)                                                                          |                                                                                                 | Уильям Мерц (USA)                                                                              |
| Конь                     | Антон Хейда (USA)                                                                           | Джордж Эйсер (USA)                                                                              | Уильям Мерц (USA)                                                                              |
| Кольца                   | Герман Гласс (USA)                                                                          | Уильям Мерц (USA)                                                                               | Эмиль Войт (USA)                                                                               |
| Лазание по канату        | Джордж Эйсер (USA)                                                                          | Чарльз Краус (USA)                                                                              | Эмиль Войт (USA)                                                                               |
| Булавы                   | Эдвард Хенниг (USA)                                                                         | Эмиль Войт (USA)                                                                                | Ральф Уилсон (USA)                                                                             |

## Стрельба из лука

### Мужчины
| Дисциплина                | Золото                                                                | Серебро                                                              | Бронза                                                                |
| Двойной йоркский круг     | Джордж Брайнт (USA)                                                   | Роберт Уильямс (USA)                                                 | Уильям Томпсон (USA)                                                  |
| Двойной американский круг | Джордж Брайнт (USA)                                                   | Роберт Уильямс (USA)                                                 | Уильям Томпсон (USA)                                                  |
| Командное первенство      | США · Льюис Макссон · Гален Спенсер · Уильям Томпсон · Роберт Уильямс | США · Чарльз Вудрафф · Сэмюэл Дюваль · Уильям Кларк · Чарльз Хаббард | США · Джордж Брайнт · Уоллас Брайнт · Сайрус Даллин · Генри Ричардсон |

### Женщины
| Дисциплина                | Золото                                                             | Серебро                       | Бронза             |
| Двойной национальный круг | Матильда Хауэлл (USA)                                              | Эмма Кук (USA)                | Элиза Поллок (USA) |
| Двойной колумбийский круг | Матильда Хауэлл (USA)                                              | Эмма Кук (USA)                | Элиза Поллок (USA) |
| Командное первенство      | США · Лора Вудрафф · Элиза Поллок · Луиза Тейлор · Матильда Хауэлл | США · Эмма Кук · Мэйбл Тейлор |                    |

## Теннис
| Дисциплина       | Золото                          | Серебро                            | Бронза                          |
| Одиночный разряд | Билс Райт (USA)                 | Роберт Лерой (USA)                 | Альфонсо Белл (USA)             |
| Одиночный разряд | Билс Райт (USA)                 | Роберт Лерой (USA)                 | Эдгар Леонард (USA)             |
| Парный разряд    | США · Эдгар Леонард · Билс Райт | США · Альфонсо Белл · Роберт Лерой | США · Кларенс Гамбл · Артур Уир |
| Парный разряд    | США · Эдгар Леонард · Билс Райт | США · Альфонсо Белл · Роберт Лерой | США · Джозеф Уир · Аллен Уэст   |

## Тяжёлая атлетика
| Дисциплина             | Золото                 | Серебро                | Бронза              |
| Толчок двумя руками    | Периклес Какусис (GRE) | Оскар Остхоф (USA)     | Фрэнк Канглер (USA) |
| Многоборье на гантелях | Оскар Остхоф (USA)     | Фредерик Уинтерс (USA) | Фрэнк Канглер (USA) |

## Фехтование
| Дисциплина          | Золото                                                                  | Серебро                                            | Бронза                       |
| Рапира              | Рамон Фонст (CUB)                                                       | Альбертсон Ван Зо Пост (CUB)                       | Чарльз Тэтхем (CUB)          |
| Рапира среди команд | Смешанная команда · Мануэль Диас · Альбертсон Ван Зо Пост · Рамон Фонст | США · Чарльз Таунсенд · Чарльз Тэтхем · Артур Фокс |                              |
| Шпага               | Рамон Фонст (CUB)                                                       | Чарльз Тэтхем (CUB)                                | Альбертсон Ван Зо Пост (CUB) |
| Сабля               | Мануэль Диас (CUB)                                                      | Уильям Гриб (USA)                                  | Альбертсон Ван Зо Пост (CUB) |
| Палки               | Альбертсон Ван Зо Пост (CUB)                                            | Уильям О’Коннор (USA)                              | Уильям Гриб (USA)            |

## Футбол
| Дисциплина | Золото | Серебро | Бронза |
| Мужчины    | Канада · Джон Гурли · Джордж Дакер · Роберт Лейн · Эрнст Линтон · Гордон Макдональд · Парнелл Гурлай · Фредерик Стип · Томас Тейлор · Уильям Туайтс · Джон Фрейзер · Альберт Хендерсон · Отто Кристман · Александр Холл · Элберт Джонсон | США · Чарльз Бартлифф · Уоррен Бриттингем · Оскар Брокмайер · Джон Дженьюари · Том Дженьюари · Чарльз Дженьюари · Александр Кадмор · Джозеф Лайдон · Реймонд Лоулор · Луис Менгес · Питер Ретикен | США · Джозеф Бреди · Клод Джеймсон · Генри Джеймсон · Джонсон · Эдвард Диркс · Мартин Дулинг · Кормик Косгров · Джордж Кук · Томас Кук · Лео О’Коннел · Гарри Тейт · Фрэнк Фрост |